# Kerly Théus
Kerly Théus née le 07 janvier 1999 à Canapé Vert, Pétion-Ville en Haïti, est une footballeuse internationale haïtienne évoluant au poste de gardienne de but mesurant 1,65 m et pesant 55 kg,,.

## Biographie

### Vie personnelle
Kerly Théus est l'unique fille de Jean-Claude Théus et Margareth Deshommes. Elle est issue d'une fratrie de trois enfants et a été formée au centre de formation Camp Nous en Haïti.

### Parcours en club
Kerly Théus a commencé sa carrière en Haïti avec l'Aigle Brillant AC, où elle s'est rapidement distinguée par ses réflexes exceptionnels et son anticipation. En 2019, elle rejoint Santiago Morning au Chili, avant de poursuivre son aventure au Racing Power FC au Portugal en 2020. En 2022, elle intègre Miami City FC aux États-Unis, puis signe avec Miami Athletic Club en avril 2024,.

### Carrière internationale
Sur la scène internationale, Kerly Théus a représenté Haïti à différents niveaux. Elle a participé à la Coupe du monde U20 en 2018 en France, puis au tournoi pré-olympique de la CONCACAF en 2020. En 2023, elle s'est illustrée lors de la Coupe du monde féminine de la FIFA en Australie et Nouvelle-Zélande, où ses arrêts impressionnants contre l'Angleterre ont attiré l'attention. Plus récemment, elle a pris part à la Gold Cup féminine de la CONCACAF en 2024,.

## Palmarès
- Championne de la Ligue haïtienne avec l'Aigle Brillant AC (2018)
- Championne de la Primera División chilienne avec Santiago Morning (2019)
- Vainqueur du championnat portugais avec Racing Power FC (2021)
- Participation historique à la Coupe du monde féminine de la FIFA avec Haïti (2023)